# Serbiens herrlandslag i basket
Serbiens herrlandslag i basket tillhör de ledande inom basket i Europa och världen på herrsidan.

## Historia
Knappt fyra år efter att det tidigare Jugoslavien splittrats vann Serbien sin första EM-medalj, guldet 1995. Detta följdes upp av att man vann EM-turneringen igen 1997 och sedan en gång till år 2001, med sitt gyllene lag, som är historiens bästa basketlandslag genom tiderna i Europa.
Serbien vann år 1998 sin första VM-medalj, efter bara tre år som en egen nation, och 2002 vann man igen.
Serbien tog även silver i världsmästerskapet 2014, därefter i olympiska turneringen 2016 och återigen i Europamästerskapet 2017.

## Berömda spelare
Sasa Djordjevic - Nyckeln till titlarna under 1990-talet för Serbien

## Meriter
- Världsmästerskap: 
  - VM-guld: 1998, 2002
  - VM-silver: 2014, 2023
  - VM-brons:

- Europamästerskap: 
  - EM-guld: 1995, 1997, 2001
  - EM-silver: 2009, 2017
  - EM-brons: 1999

- olympiska spelen: 
  - OS-guld:
  - OS-silver: 2016
  - OS-brons:
  - Deltagit: Två gånger

Landets titlar räknas efter att FD Jugoslavien splittrats 1995.

### Fotnoter
1. ↑  ”Slovenien vann EM-guld i basket” (på svenska). Norrländska socialdemokraten. 17 september 2017. Arkiverad från originalet den 23 september 2017. https://web.archive.org/web/20170923144825/http://www.nsd.se/sport/slovenien-vann-em-guld-i-basket-nm4645453.aspx. Läst 22 september 2017.